# Clara Pontoppidan
Clara Pontoppidan, pseudonimo di Clara Rasmussen Wieth (Copenaghen, 23 aprile 1883 – Copenaghen, 22 gennaio 1975), è stata un'attrice danese.

## Biografia
Figlia del mercante H. Rasmussen e della moglie Caroline Brammer, fece il suo esordio sulle scene nel 1901 al Teatro reale danese e successivamente apparve anche al Det Ny Teater e nei maggiori teatri del Paese. 
Esordì invece sul grande schermo nel 1910. Popolare attrice del cinema muto danese e svedese, apparve in oltre un centinaio di film prima dell'avvento del sonoro. Grazie alla sua lunga esperienza teatrale, ebbe una carriera di successo anche nel cinema sonoro, tanto da vincere un Premio Bodil alla migliore attrice nel 1958 per il film En kvinde er oversleppt, diretto da Gabriel Axel. Diede il suo addio al mondo dello spettacolo nel 1972 con il film Takt og tone i himmelsengen, concludendo così una carriera durata oltre sette decenni. 
Dopo un primo matrimonio con l'attore Carlo Wieth, contratto nel 1906 e terminato con il divorzio, si risposò con il dottor Povl Vilhelm Pontoppidan, di cui rimase vedova nel 1953. L'attrice morì nel 1976 all'età di 91 anni. 

## Filmografia parziale
- Vittima dei Mormoni (Mormonens offer), regia di August Blom (1911)
- Ved fængslets port, regia di August Blom (1911)
- Nøddebo præstegaard, regia di Frederik Schack-Jensen (1911)
- Vennerne fra Officersskolen, Eduard Schnedler-Sørensen (1913)
- Kærlighedens almagt, regia di A. W. Sandberg (1919)
- Pagine dal libro di Satana (Blade af Satans Bog), regia di Carl Theodor Dreyer (1920)
- La stregoneria attraverso i secoli (Häxan), regia di Benjamin Christensen (1922)
- C'era una volta (Der var engang), regia di Carl Theodor Dreyer (1922)